# Aurouër
Aurouër é uma comuna francesa na região administrativa de Auvérnia-Ródano-Alpes, no departamento Allier.
Os habitantes da comuna são conhecidos como Aurouërois ou Aurouëroises.